# BSt 6001 bis 6003
Die Benzoltriebwagen 6001 bis 6003, ab 1925 unter den Nummern 8001 bis 8003, waren drei, in den Jahren 1922 beziehungsweise 1925 beschaffte Fahrzeuge für den Einsatz auf der Spandau-West–Hennigsdorfer Kleinbahn. Eigentümer der Fahrzeuge wie auch der Bahn war die AEG, die Betriebsführung oblag der Berliner Straßenbahn beziehungsweise der Berliner Straßenbahn-Betriebsgesellschaft (BSt), die die Fahrzeuge numerisch in ihren Wagenpark einsortierte.

## Entwicklung
Am 8. Januar 1923 begann der reguläre Betrieb auf der Spandau-West–Hennigsdorfer Kleinbahn. Die Bahn entstand auf Betreiben der AEG, die dadurch eine direkte Anbindung des Werkes in Hennigsdorf mit dem Berliner Bezirk Spandau erreichen wollte. Im ersten Abschnitt verkehrte die als Linie 120 geführte Bahn auf den Gleisen der Berliner Straßenbahn, ab Johannesstift auf den Gleisen der von den Osthavelländischen Kreisbahnen (OHKB) betriebenen Bötzowbahn bis Nieder Neuendorf und von dort aus über AEG-eigene Anschlussgleise nach Hennigsdorf. Da die AEG mit einem größeren Fahrgastaufkommen nur während der Schichtwechsel rechnete, verzichtete sie auf eine Elektrifizierung der Bahn und zog den Betrieb mit Benzoltriebwagen vor. Zunächst war ein Angebot von täglich acht Zugpaaren vorgesehen. Dieses wurde bis 1925 auf 13 Zugpaare erhöht, was den Einsatz eines dritten Triebwagens nötig machte.
Die ersten Fahrzeuge erhielten zunächst die Nummern 6001 und 6002 und wurden mit Auslieferung der Bauart 1924 in 8001 beziehungsweise 8002 umnummeriert. Der dritte Triebwagen wurde mit der Nummer 6003 noch ausgeliefert, erhielt aber kurz darauf die Nummer 8003.
Mit der Elektrifizierung der Bahn im Jahr 1929 gab die im gleichen Jahr gegründete Berliner Verkehrs-Gesellschaft (BVG) die Wagen nebst zwei Beiwagen der ehemaligen Schmöckwitz–Grünauer Uferbahn an die OHKB ab, welche sie als Tw 1 bis Tw 3 weiterführte.
Tw 1 und Tw 2 erhielten bei der OHKB einen neuen Wagenkasten, Tw 3 war zeitweise mit einem Holzgasgenerator ausgestattet. Nach Einstellung der Linie 120 kam Tw 1 zwischen 1946 und 1949 zwischen Johannesstift und Hennigsdorf nochmal zum Einsatz.
Mit der Übernahme der OHKB durch die Deutsche Reichsbahn (DR) erhielten die Wagen die Nummern VT 133 501 bis 503. VT 133 503 wurde bis 1955 ausgemustert. Die beiden anderen Triebwagen wurden hingegen auf Dieselbetrieb umgerüstet, sie erhielten daraufhin die Nummern VT 135 501II und 502II. VT 135 501 war 1970 noch vorhanden und erhielt bei der Umzeichnung der DR-Fahrzeuge die EDV-Nummer 186 010-5.

## Aufbau
Die ersten beiden sowie der dritte Triebwagen unterscheiden sich in wagenbaulicher Hinsicht, der Antrieb ist hingegen bei allen gleich ausgeführt. Sie mussten sowohl für den Betrieb auf Straßen- als auch auf Kleinbahnen ausgestattet sein. Neben den für Straßenbahnen üblichen Einrichtungen bedeutete dies das Vorhandensein eines dritten Spitzensignals sowie ein Zugschlusssignal, verschließbare Türen, Signalpfeifen und breitere Radreifen.

### Triebwagen 6001 und 6002

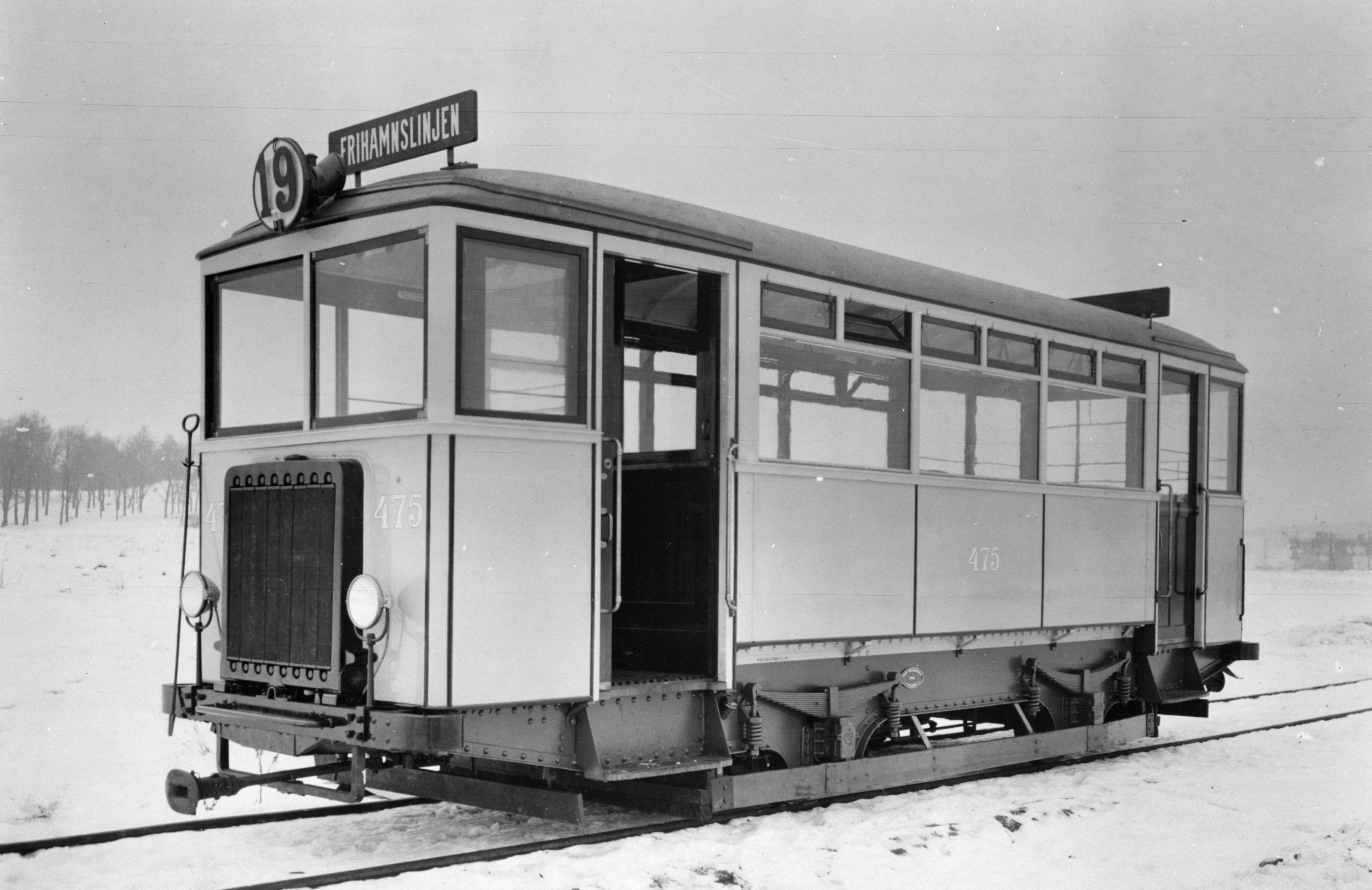
Ab 1924 kam bei der Stockholmer Straßenbahn ein ähnliches Fahrzeug zum Einsatz

Die Triebwagen 6001 und 6002 wurden 1922 von der AEG beschafft. Der Wagenkasten wurde bei Linke-Hofmann in Breslau gefertigt, der Antrieb wurde von der AEG und der Nationalen Automobil-Gesellschaft in Berlin-Oberschöneweide gefertigt.
Die Wagen hatten eine Gesamtlänge von 10,35 Metern bei einer Breite von 2,15 Metern. Die Leermasse lag bei 10,5 Tonnen, besetzt bei 13,5 Tonnen. Im Innenraum waren 18 Sitz- sowie 20 Stehplätze vorhanden. Die Türen waren druckluftbetrieben und befanden sich an den Wagenenden, ihre Bedienung erfolgte durch den Triebwagenführer.
Der Antrieb erfolgte über einen 75 PS (55 kW) starken 6-Zylinder-Motor der NAG. Bei einer Höchstgeschwindigkeit von 40 km/h waren die Wagen in der Lage, zwei Beiwagen mit sich zu führen.

### Triebwagen 6003
Der Antrieb beim dritten Triebwagen wurde wie bei den beiden vorherigen Wagen von AEG und NAG übernommen, der wagenbauliche Teil hingegen bei der Dessauer Waggonfabrik gefertigt. Im Grundaufbau ähnelte er den Triebwagen der Bauart 1924, er hatte also acht anstelle von drei Seitenfenstern, der Radstand war gegenüber den Vorgängern leicht größer. Lediglich die Fahrzeugfront glich denen der beiden anderen Triebwagen.
Der Wagen hatte nur einen Kühler am Motorende. Bei Fahrten mit hinten liegendem Kühler wurde daher die Kühlluft über einen am Dach herausragenden Luftschacht diesem zugeführt. Um die freie Sicht auf die Strecke nicht zu beeinträchtigen, war dieser auf Höhe der Stirnwandfenster in Glas ausgeführt. Da der Masseschwerpunkt auf Grund dieser Anordnung nicht mittig lag, wurde das Laufwerk um etwa zehn Zentimeter zum motorseitigen Ende verschoben.
Die Leermasse lag etwa drei Tonnen höher als bei den anderen Wagen, dafür konnten die Wagen 14 Fahrgäste mehr aufnehmen.

## Umbau zu VT 135 501 bis 502
Anfang der 1950er Jahre entschloss sich die Deutsche Reichsbahn, beide noch vorhandenen Triebwagen umzubauen. Sie beauftragte damit das RAW Dessau. Bei dem von 1953 bis 1958 dauernden Umbau blieb fast nichts von den Altbaufahrzeugen erhalten, das Aussehen veränderte sich vollständig. Sie zählten nach dem Umbau zu den kleinsten Fahrzeugen der DR und wurden in der Reichsbahndirektion Cottbus beim Bahnbetriebswerk Luckau eingestellt.
Ihr Betriebsleben endete in Cottbus, wo 1965 der VT 135 502 und 1970 der VT 135 501 ausgemustert wurden. Der VT 135 501 hat sogar noch die EDV Bezeichnung 186 010-5 erhalten.